# جون دير (قس)
جون دير (بالإنجليزية: John Dear)‏ (ولد في يوم 15 أغسطس من عام 1959) هو قس كاثوليكي أميركي، وداعية للمسيحية السلامية، ومناصر للنباتية المسيحية، وكاتب ومحاضر، وعضو سابق في الرهبنة اليسوعية. اعتُقل أكثر من 75 مرة نتيجة أعمال عصيان مدني سلمي ضد الحرب، والظلم والأسلحة النووية باعتبار هذه الأعمال جزء من «أخلاقيات الحياة المتسقة» خاصته.  رُشح دير عدة مرات لجائزة نوبل للسلام، إحداها كانت في يناير من عام 2008 عن طريق المطران ديزموند توتو وأحدثها إلى جانب ليو ريبيلو لجائزة عام 2015.

## نشأته
ولد دير في إليزابيث سيتي، كارولاينا الشمالية، في يوم 13 أغسطس من عام 1959. تخرج بدرجة ماجنا مع مرتبة الشرف من جامعة ديوك، في دورهام، كارولاينا الشمالية، في عام 1981. عمل بعدها لصالح مؤسسة روبيرت إف. كينيدي التذكارية في واشنطن العاصمة.

## حياته كيسوعيّ
في أغسطس من عام 1982، انضم دير إلى الرهبنة اليسوعية، تُعرف عمومًا باسم اليسوعيين، في ابتدائيتهم القائمة في ويرنسفيل، بنسيلفانيا. ثم أمضى سنتين في دراسة الفلسفة في جامعة فوردهام في ذا برونكس، نيويورك (بين عامي 1984 و1986)، قضى من هذا الوقت ثلاثة أشهر يعمل ويعيش في الهيئة اليسوعية لخدمة اللاجئين في مخيم للاجئين في إل سلفادور في عام 1985. لإتمام فترة وصايته (ريجنسي)، درّس في مدرسة سكرانتون التحضيرية في سكرانتون، بنسيلفانيا، من عام 1986 حتى عام 1988. ثم قضى عامًا في العمل لدى مركز الأب مكينا، مركز استقبال وملجأ للمشردين، وفي واشنطن العاصمة، التحق بالاتحاد اللاهوتي للدراسات العليا في بيركلي، كاليفورنيا بين عامي 1989 و 1993،  وتلقى درجتي ماجستير في اللاهوت من المدرسة اليسوعية للاهوت في بيركلي.
فُصل دير من الأخوية اليسوعية في يوم 20 ديسمبر من عام 2013. ادعى أن ذلك كان نتيجة تغير توجه رؤسائه في المقاطعة عن الالتزام بالعمل من أجل السلام والعدالة، الأمر الذي كان جزءًا من أخلاقيات الرهبنة اليسوعية عندما انضم إليها.

## التزامه بالسلام واللاعنف
خلال ذلك الوقت، أسس دير فرع باكس كريستي في منطقة الخليج، فرع من حركة باكس كريستي في الولايات المتحدة، حركة السلم الكاثوليكية القومية، وبدأ التنسيق لوساطة الأم تيريزا لدى حكومات متعددة نيابة عن الأشخاص الحاصلين على حكم إعدام وينتظرون تنفيذه. رُسّم قسًا كاثوليكيًا في بالتيمور، ماريلاند في يوم 12 يونيو من عام 1996، وبدأ الخدمة بصفة مساعد للقس في كنيسة القديس ألويسيوس في واشنطن العاصمة.
على مدى هذه السنوات، اعتُقل دير في العشرات من أعمال العصيان المدني السلمي ضد الحرب، والظلم، والأسلحة النووية، من البنتاغون وحتى مختبرات ليفرمور في كاليفورنيا. في يوم 7 ديسمبر من عام 1993، اعتُقل مع ثلاثة آخرين في قاعدة سيمور جونسون الجوية في غولدسبورو، كارولاينا الشمالية، بتهمة ضرب مقاتلة قاذفة من طراز إف 16 قادرة على حمل أسلحة نووية. سُجن، وحوكم وأدين بجرمين جنائيين، وقضى ثمانية أشهر في سجون كارولاينا الشمالية ونحو عام في السجن المنزلي في واشنطن العاصمة، باعتباره جزءًا من حركة بلوشيرز لنزع السلاح، جادل المُتهمون أنهم كانوا يُلبون تعليمات أشعيا القائلة «فيضربون سيوفهم سككًا...» وأمر يسوع القائل «أحب أعداءك».
بين عامي 1994 و1996، عمل دير بصفة مدير تنفيذي لمركز القلب المقدس، مركز مجتمعي للنساء والأطفال الأفريقيين الأمريكيين ذوي الدخل المنخفض، في ريتشموند، فرجينيا. في ربيع عام 1994، درّس اللاهوت لفصل واحد في جامعة فوردهام في ذا برونكس، نيويورك. عاش منذ العام 1997-1998 في ديري، أيرلندا الشمالية، كجزء من برنامج «سنة نهاية التدريب» اليسوعي السبتي، وعمل في مركز حقوق الإنسان في بلفاست.

## وصلات خارجية
- الموقع الرسمي